# Лихтенбергер, Иоанн
Иоанн Лихтенбергер (1440 или 1458, Грюнбах — 1503[…] или 1510, Нидербромбах, Биркенфельд), именовавший себя Peregrinus Ruth или Roth (Красный Перегринус), — немецкий мистик и астролог, одно время придворный астролог императора Фридриха III (1440—1493).
Известен своей книгой предсказаний «Pronosticatio», экземпляр которой — издания 1528 года — был в 1870-е годы обнаружен в лондонской королевской библиотеке и впечатлил европейскую общественность, включая писателя Ф. М. Достоевского, который разбирал предсказания в своём дневнике.

## Труды
- 1476 — «В честь и к утешению наимилостивейших господ, правящих городом Кёльном» (Ad honorem ac consolacionem graciosissimorum dominorum meorum gubernatorum inclite urbis Coloniensis; 12 марта 1476)[8]
- 1488 — «Пророчество» или «Редкое и ранее неслышанное пророчество на латыни» (Prognosticatio in latino rara et prius non audita; апрель 1488; также издавалось как «Practica»[5])[9] — книга предсказаний, где многие видели, среди прочего, предвещание Великой французской революции и появление Наполеона I[6]. Фёдор Достоевский («Дневник писателя», 1877, май-июнь) усматривал в мистических аллегориях Лихтенбергера предсказания о русско-турецкой войне, о роли России в восточном вопросе, её отношениях к Англии, к протестантству и католицизму и т. д.[6][7]